# Mednarodna komisija za kitolov
Mednarodna komisija za kitolov (angleško International Whaling Commission, IWC) je mednarodna organizacija s sedežem v Impingtonu blizu Cambridgea v Združenem kraljestvu, ustanovljena po določilih Mednarodne konvencije o ureditvi kitolova (ICRW) leta 1946, da »zagotavlja primerno ohranjanje inventarja kitov in omogoča urejen razvoj kitolovne industrije«. Organizacija Združenih narodov za prehrano in kmetijstvo jo prepoznava kot regionalno organizacijo za upravljanje z ribištvom.
Komisija je osrednji organ ICRW, katerega glavna naloga je sprejemati spremembe načrta izkoriščanja kitov, ki je priloga konvencije. Sestavljajo jo predstavniki vseh držav, ki so ratificirale konvencijo, t. i. komisarji z glasovalno pravico, ki se sestajajo na rednih dvoletnih zasedanjih. Leta 2023 je bilo 88 držav podpisnic konvencije, vključno s Slovenijo.